# Enrique Fernández Peláez
Enrique Fernández Peláez, nascut en Hospitalet de Llobregat el 1975, Barcelona, és un dibuixant, animador i il·lustrador espanyol, que actualment és conegut per tot el conjunt dels seus còmics publicats en França i Espanya. Aquest firma com a Enrique Fernández.

## Biografia
Enrique Fernández va iniciar els estudis Universitaris de Belles arts, que no va acabar. Sempre atret per l'animació i impactat per la pel·lícula de Disney; Pocahontas, va canviar el rum i va fer un curs d'animació el 1995, grácies a diferents contactes que tenia en Pixar. Després va tenir l'oportunitat de treballar en diverses produccions, realitzant storyboards per la pel·lícula d'animació “El Cid: La llegenda (2003)", de Filmax i "Nocturna (2007)".
A partir del 2004 ha participat fent de dibuixant en diferents obres pel mercat francés, com “los Libertadores (2004), Le Magicien d'Oz (El Mag d'Oz) (2005-2006), una adaptació de l'obra “La Mere des Victoires de L. Frank Braum (2008), amb l'ajuda del Guionista David Chauvel.

## Obres d'autor

### La isla sin sonrisa
El 2009 va publicar el còmic “L'Ile sans sourire" (la Isla sin sonrisa) amb l'Editorial Glénat. Un còmic amb una història fantàstica, on reflexiona sobre l'aïllament i l'esperança de tornar a veure la família.
En la seva edició Franco-Belga, va ser premiada amb el Premi «Prix Actua BD/Conseil Général des Jeunes de Charente», en el festival Internacional D'Angoûleme, una nominació al Premi de Millor Dibuix del Saló del Còmic de Barcelona 2010 i un dels tres premiats de la 4a edició del Premi internacional del Manga (categoria de Plata), atorgat pel Ministeri d'Assumptes Exteriors del Japó a mangakas no japonesos.

#### Aurore
El 2011 va publicar una altra de les seves obres conegudes, Aurore, per Norma Editorial. Tracta sobre la història d'Aurore, una nena que pertany a una tribu primitiva. Ella es queda atrapada entre dos mons, el món espiritual i el terrenal. El xaman de la tribu li demana que els torni a connectar, encara que sigui amb una cançó. Es centra en l'experiència d'Aurore en recordar i transmetre els antics valors dels esperits. Una obra on es reflecteix la influència de Hayao Miyazaki, que el mateix autor ens diu: "trata de una historia acerca de una población primitiva en el justo momento en que se separa la parte terrenal de la espiritual".

##### Brigada
En 2013 va autoeditar la seva pròpia obra Brigada, gràcies al finançament de micromecenatge de Verkami amb 50.063 € recaptats per la seva edició.
Tracta sobre com el capità Ivro és convocat per dirigir un grup d'antics convictes en l'exploració i la cartografia del continent, després que una misteriosa boira ho cobrís tot i deixés a totes les tribus indefenses davant del Voirandeer.
Actualment, s'està reunint el pressupost per poder publicar Brigada 2.